# Furnariidae
La familia de los furnáridos (Furnariidae) es un numeroso y diverso grupo de aves paseriformes pertenecientes al parvorden Furnariida, que incluye alrededor de 302 a 333 especies —dependiendo de la clasificación considerada— agrupadas en 69 géneros. Son nativas de la región neotropical, donde se distribuyen desde México, a través de América Central y del Sur, hasta el extremo sur del continente. Son miembros muy importantes de las comunidades de aves de Sudamérica y en algunas regiones constituyen hasta el 25 % de las especies allí existentes.
Son aves de tamaño pequeño a mediano y sus plumajes son principalmente de varias tonalidades de pardo, sin embargo, a menudo exhiben patrones complejos de moteados y estriados. Algunas especies tienen bandas alares, manchones en la cola o en la garganta de colores más brillantes. Tienes estructuras del pico y de la cola muy diversa, con los perfiles y tamaños del pico reflejando los hábitos de forrajeo. Varias especies presentan colas rígidas y con las puntas de las plumas desnudas, modificaciones que les ayuda a trepar troncos y ramas. Machos y hembras tienen apariencia similar, aunque los machos pueden ser ligeramente mayores.
Los furnáridos son monógamos y las parejas con frecuencia permanecen juntas año a año. Son bien conocidos por la diversificada y generalmente compleja estructura de sus nidos, de donde deriva su nombre científico y muchos de sus nombres comunes: horneros, espineros, canasteros, por ejemplo. Aunque ocupan una amplia gama de hábitats, muchas especies tienen requisitos de hábitat muy restringidos; por causa de estos requisitos, sus áreas de distribución son a veces pequeñas y fragmentadas, lo que combinado con la destrucción antropogénica del hábitat ha llevado a una sensible disminución de la población de muchas especies, hasta la extinción de dos de ellas.

## Etimología
El nombre de la familia deriva del género tipo: Furnarius Vieillot, 1816, que etimológicamente deriva del latín «furnarius»: panadero, o «furnus»: horno; en referencia al distintivo nido de las especies del género tipo.

## Distribución geográfica
Se distribuyen exclusivamente por toda la zona neotropical, desde el centro de México, por América Central y del Sur, incluyendo Trinidad y Tobago, hasta el archipiélago del Cabo de Hornos en el extremo sur de Chile, con algunas especies habitando en las islas Malvinas y en el archipiélago de Juan Fernández. Se distribuyen más hacia el sur y a mayores altitudes que cualquier otra de las familias de aves endémicas de Sudamérica; 89 % de las especies de furnáridos son endémicas de Sudamérica.

## Hábitat
Los furnáridos se encuentran en todo tipo de hábitats en Sudamérica, desde las altas montañas andinas a las selvas amazónicas; desde las sabanas (cerrado, caatinga, chaco) a las estepas patagónicas; desde los desiertos costeros del Pacífico a la pampa húmeda; de las densas selvas húmedas de Centroamérica a los tepuyes del escudo guayanés; por citar algunos ejemplos. A pesar de que la mayor diversidad se encuentra en las selvas húmedas de tierras bajas, también son encontrados en desiertos, marismas, dunas de arena costeras, esteros de agua salada o dulce, zonas intermareales rocosas, ciénagas, campos, matorrales, selvas nubladas, áreas urbanas y cultivos. Pueden ser encontrados desde el nivel del mar hasta altitudes de 4500 metros. Muchas especies prefieren cercanías de aguas, mientras otras prefieren áreas rocosas, donde las rocas pueden ser usadas como local de nidificación o para forrajeo. Algunas especies tienen requisitos de hábitat muy restringidos; por ejemplo, el palmero (Berlepschia rikeri) se encuentra únicamente en formaciones de ciertas palmeras: los morichales (Mauritia flexuosa) o el babasu (Attalea speciosa); el coludito de los pinos (Leptasthenura setaria) se restringe a una única especie de árbol: la araucaria Araucaria angustifolia.

## Características

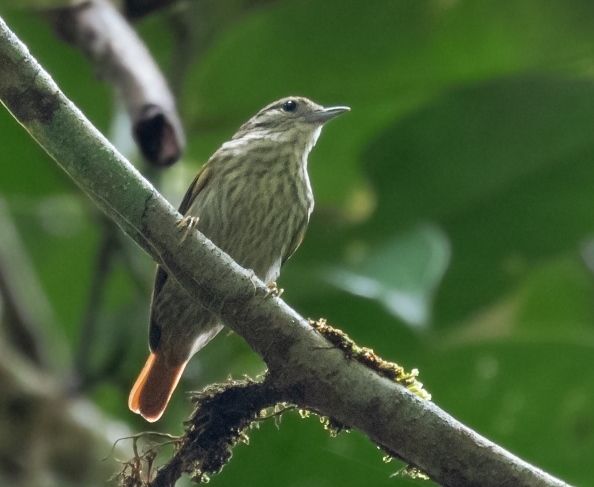
El picolezna colirrufo (Microxenops milleri), uno de los menores furnáridos.

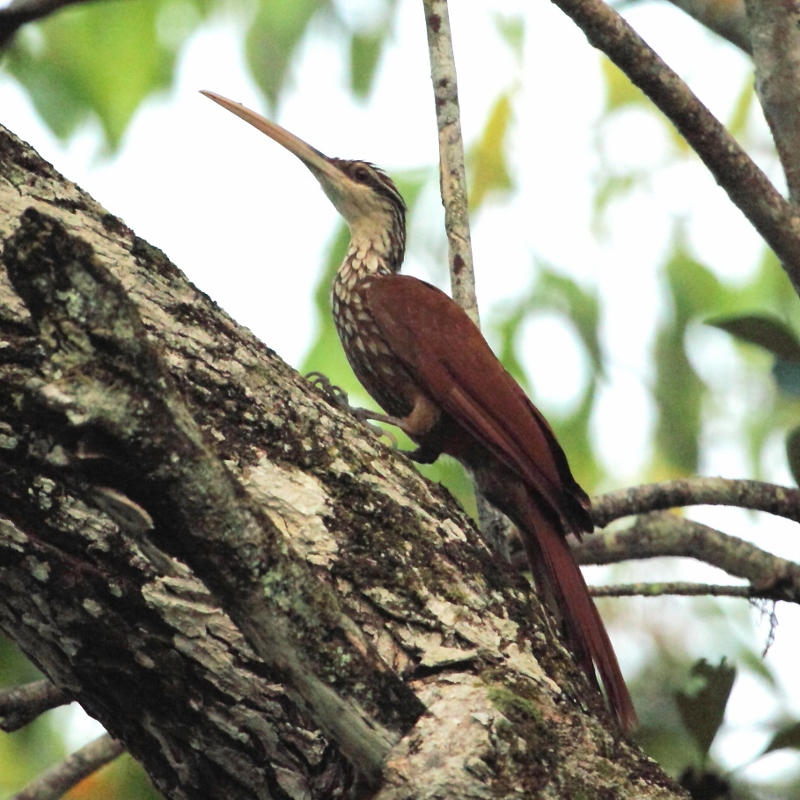
El trepatroncos piquilargo (Nasica longirostris), el mayor furnárido.

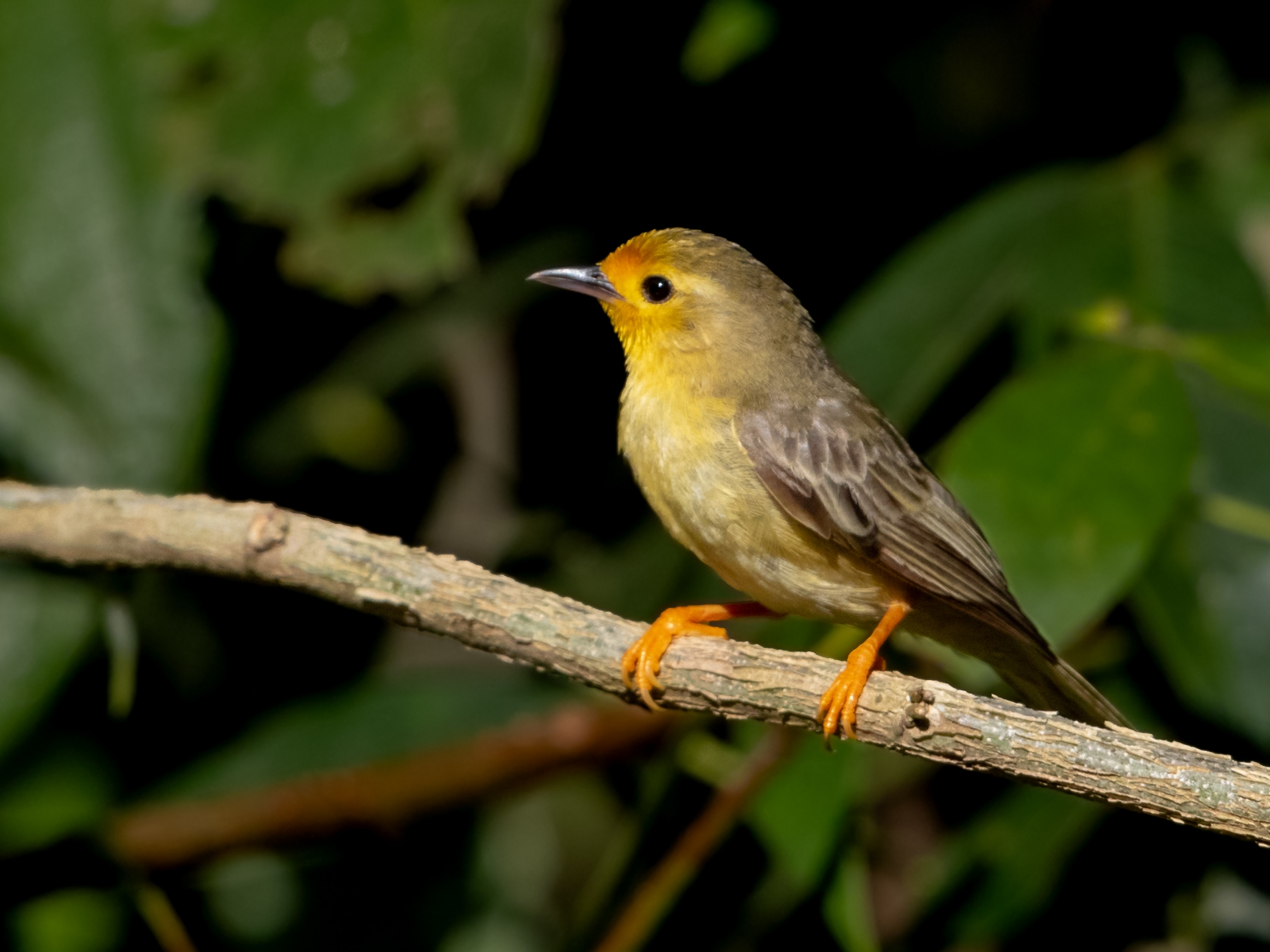
El coronafelpa (Metopothrix aurantiaca), el único furnárido de colores brillantes.

Los furnáridos son aves de tamaño pequeño a medio, los menores —por ejemplo el picolezna colirrufo (Microxenops milleri) o el colagrís norteño (Xenerpestes minlosi)— miden alrededor de 11 cm de longitud, mientras que el mayor —el trepatroncos piquilargo (Nasica longirostris)— mide entre 35 y 36 cm, en parte gracias a su desproporcionadamente largo pico. Pesan entre 8 a 109 g. Ninguna especie es especialmente colorida, predominando los colores pardos y rufos, sin embargo, frecuentemente exhiben patrones complejos de moteados y estriados. Algunas especies tienen bandas alares y manchones en la cola que pueden ser vistos con las aves en vuelo. Otros tienen manchones de colores más brillantes en la garganta, que pueden ser mostrados durante las exhibiciones. El coronafelpa (Metopothrix aurantiaca) es verde y amarillo, el único furnárido de colores brillantes. Varias especies son totalmente notorias, mientras muchas son bastante furtivas, a pesar de que las vocalizaciones son en general altas y distintivas. La identificacíon de muchas puede ser bastante difícil.
Los furnáridos tienen una estructura del pico y de la cola muy diversa. El perfil y las medidas del pico reflejan los hábitos de forrajeo, y varían desde largo y curvo, hasta corto y recto. Las colas pueden ser rígidas y puntiagudas, modificación usualmente asociada a trepar troncos y ramas. Algunas especies tienen colas comunes de paseriformes, mientras otras las tienen muy largas y graduadas. Las alas son usualmente cortas y redondeadas, pero géneros como Geositta y Berlepschia tienen alas relativamente alargadas. Los dedos son grandes y las patas gruesas, que, como el pico, son generalmente oscuros en la mayoría de las especies.
Los machos y las hembras tienen la misma apariencia, aunque los machos pueden ser ligeramente mayores. Los juveniles tienen la coloración diferente de los adultos y tienden a ser más crípticos. El proceso de cambio de plumaje no cambia la apariencia de los adultos. Los furnáridos desprenden un exclusivo olor rancio que se piensa proviene del óleo producido por la glándula uropígea, no se sabe si este olor tiene alguna función, pero podría colaborar a repeler ectoparásitos.
Los trepadores de la subfamilia Dendrocolaptinae, muchas veces considerados una familia independiente, son un grupo adaptado a trepar troncos, presentando adaptaciones como colas rígidas de varios tipo y patas con uñas fuertes y curvas y con el dedo externo alargado.A pesar de que son relativamente fáciles de ver, la identificación de las diferentes especies es bastante dificultosa. Son arborícolas, con la mayoría de las especies habitando en selvas de variados tipos, aunque alcanzan su máxima diversidad en la Amazonia. Se alimentan principalmente de insectos cazados en los troncos de los árboles. Anidan en huecos de árboles. Varias especies son seguidoras de colonias de hormigas esperando para capturar los insectos espantados por las mismas.

## Comportamiento
La gran mayoría de las especies son sedentarias, pero algunas como Cincludes fuscus, Asthenes pyrrholeuca y Asthenes hudsoni, son 
migratorias. Las especies de alta montaña pueden realizar movimientos altitudinales cuando cambian las estaciones. Generalmente se encuentran en parejas, sin embargo, varias especies selváticas se unen a bandadas mixtas de alimentación durante la época no reproductiva. Son aves territoriales y defienden su territorio con el canto, exhibiciones sacudiendo las alas, hinchando las plumas, exponiendo la mancha brillante en la garganta o levantando las plumas de la corona. El tamaño del territorio varía de 0,23 a 1 hectárea. Son diurnos y cantan con más frecuencia al amanecer, pero pueden cantar a lo largo todo el día. A la noche descansan en madrigueras, agujeros o en nidos.

### Reproducción
Los furnáridos son monógamos, defienden el territorio de nidificación y las parejas son generalmente para toda la vida. Se conoce muy poco sobre sus hábitos reproductivos, pero hay algunos registros de comportamiento de cortejo por algunas especies, como algunos que cantan mientras se exhiben levantando las alas, otros realizan vuelos de exhibición a 50 metros del suelo, cantando. También ha sido observada alimentación de cortejo en algunas especies. Se sugiere que puede haber ayudantes en la construcción del nido en algunas especies, pero las evidencias no son conclusivas. Se observaron ejemplares juveniles de la primera nidada ayudando a construir el nido para la segunda nidada. La mayoría de los furnáridos se reproduce durante la primavera y el verano o durante el inicio de la estación lluviosa, pero algunos se reproducen durante todo el año. En la mayoría de las especies, la nidificación ocurre durante los períodos de mayor abundancia de artrópodos. Generalmente hacen una o a veces dos puestas por año, pero reemplazan la puesta si por alguna razón se pierde.

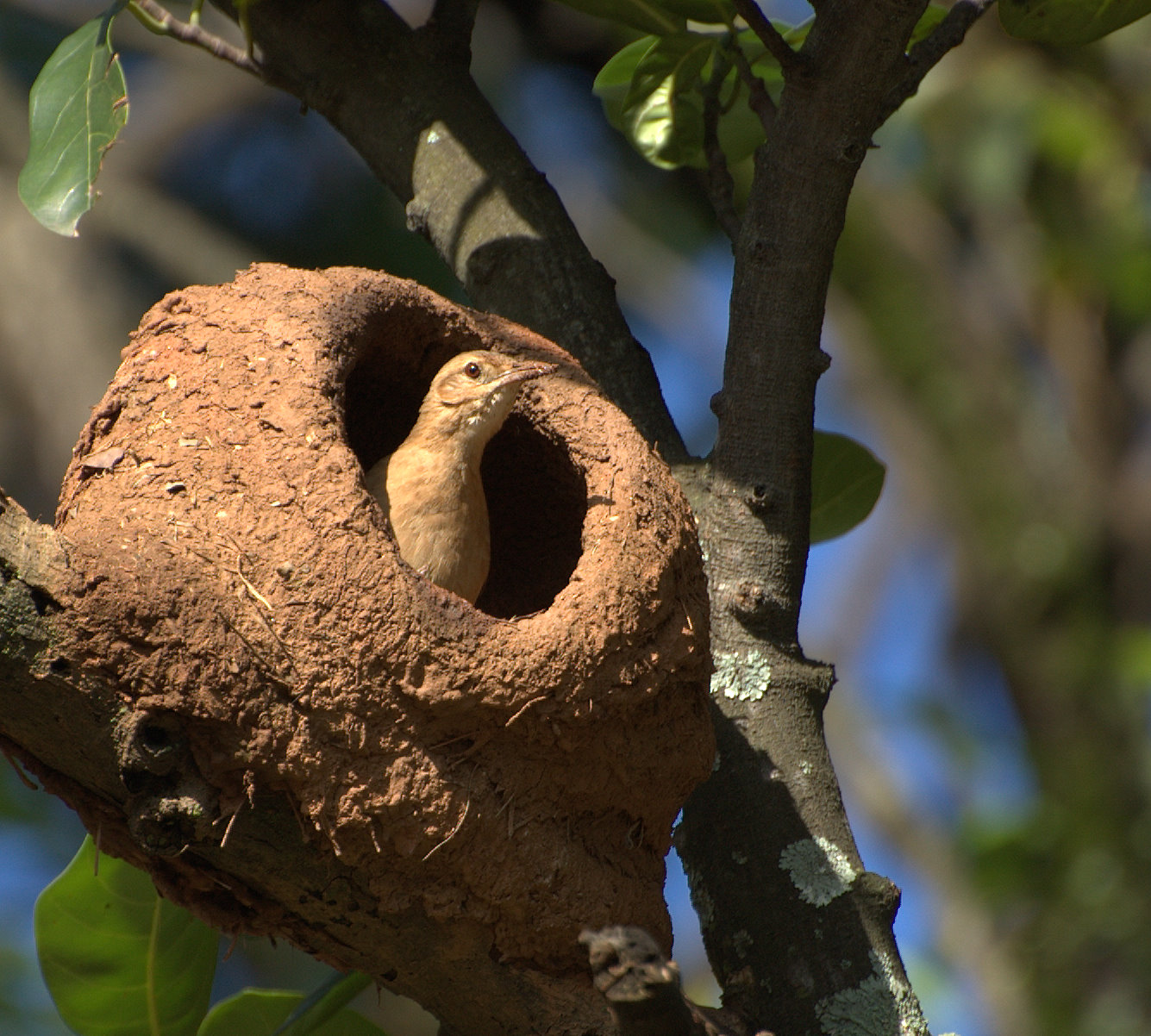
Nido de hornero común (Furnarius rufus).

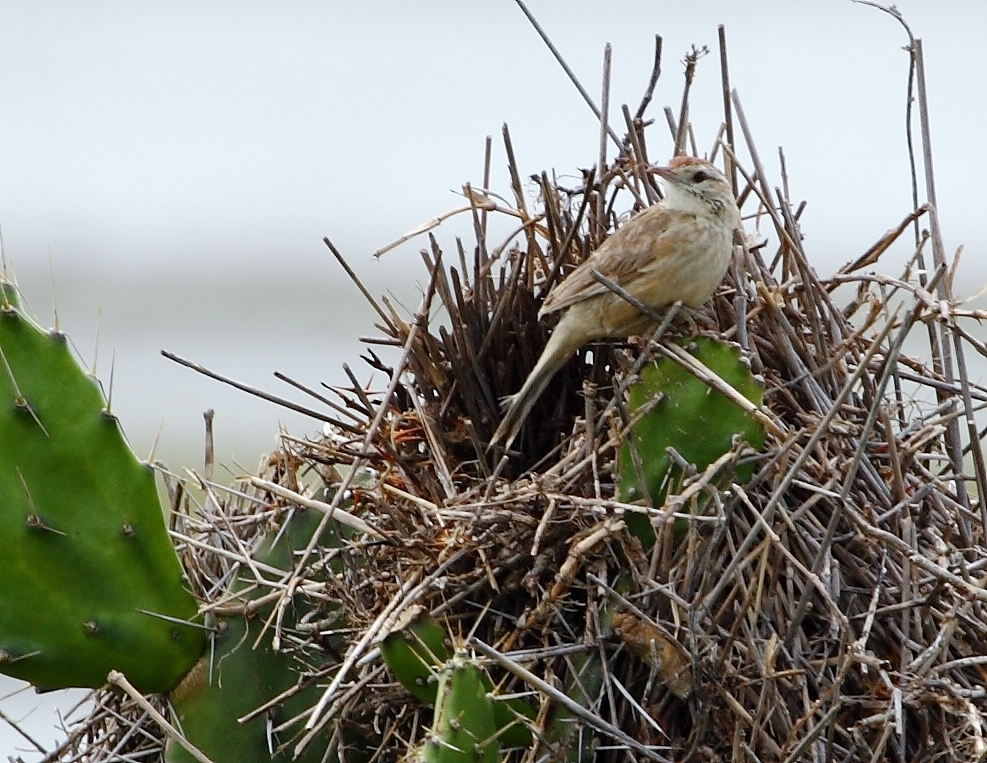
Nido de leñatero (Anumbius annumbi.

La construcción del nido puede comenzar meses antes de la estación reproductiva, lo que puede llevar desde dos semanas a tres meses y pueden pesar hasta cinco kilogramos. Los nidos de furnáridos son bastante variables, y consisten básicamente de tres tipos: nidos de barro adobe, nidos en cavidades y nidos abovedados. Los nidos de adobe parecen como hornos de barro y son la raíz del nombre de la familia, son hechos de barro, material vegetal y estiércol y generalmente forrados con pasto. Los nidos en cavidades son generalmente colocados en agujeros de carpinteros o en una cavidad natural, o son una madriguera que usualmente es un largo túnel, hasta de un metro, en una barranca o ladera; no se sabe si todas las especies que construyen estos nidos excavan los túneles o si algunas utilizan túneles previamente excavados por roedores u otros animales; estos nidos son forrados con pasto, ramitas, tela de araña y otros materiales. Los nidos abovedados son hechos de vegetales, tales como palitos y pastos, algunas especies usan ramitas de plantas espinosas, dificultando su destrucción por depredadores; también se observa el uso de alambre de púa, piel de víbora, plumas y huesos en la construcción. Estos nidos son construidos sobre vegetación arbustiva espinosa o en cactus, o colgados de ramas y llegan a tener hasta dos metros de longitud; algunos nidos tienen una entrada tubular de unos 30 a 40 cm de largo. Los nidos de furnáridos son en general cerrados, lo que los protege de depredadores.
La puesta varía de dos hasta cinco huevos de color blanco, y algunos con tonos azulados, verdosos o beige. Son colocados en días alternados y la incubación dura entre 14 y 22 días. Los polluelos son altriciales y empluman entre 13 a 29 días; las especies de mayor tamaño tienen períodos de anidación más largos que las de menor tamaño. Después de emplumar, los juveniles permanecen en el territorio de sus padres hasta 13 meses, a pesar de que son capaces de alimentarse a solas después de unos 30 días. Durante la reproducción, tanto el macho como la hembra ejercen roles similares, ambos ayudan a construir el nido, a incubar los huevos, a alimentar los polluelos y a remover restos fecales. Algunas especies sufren parasitismo de puesta por el tordo renegrido (Molothrus bonariensis).

### Vocalización
El canto de muchas especies de furnáridos suena similar, sus llamados han sido descritos como ásperos y poco musicales, son sonoros, pero simples y compuestos de notas animadas de velocidades variables que suben y bajan en ritmo. Las parejas cantan en dúo para defender territorio e estrechar sus lazos. Los polluelos emiten un llamado de imploración por comida a los adultos.

### Alimentación

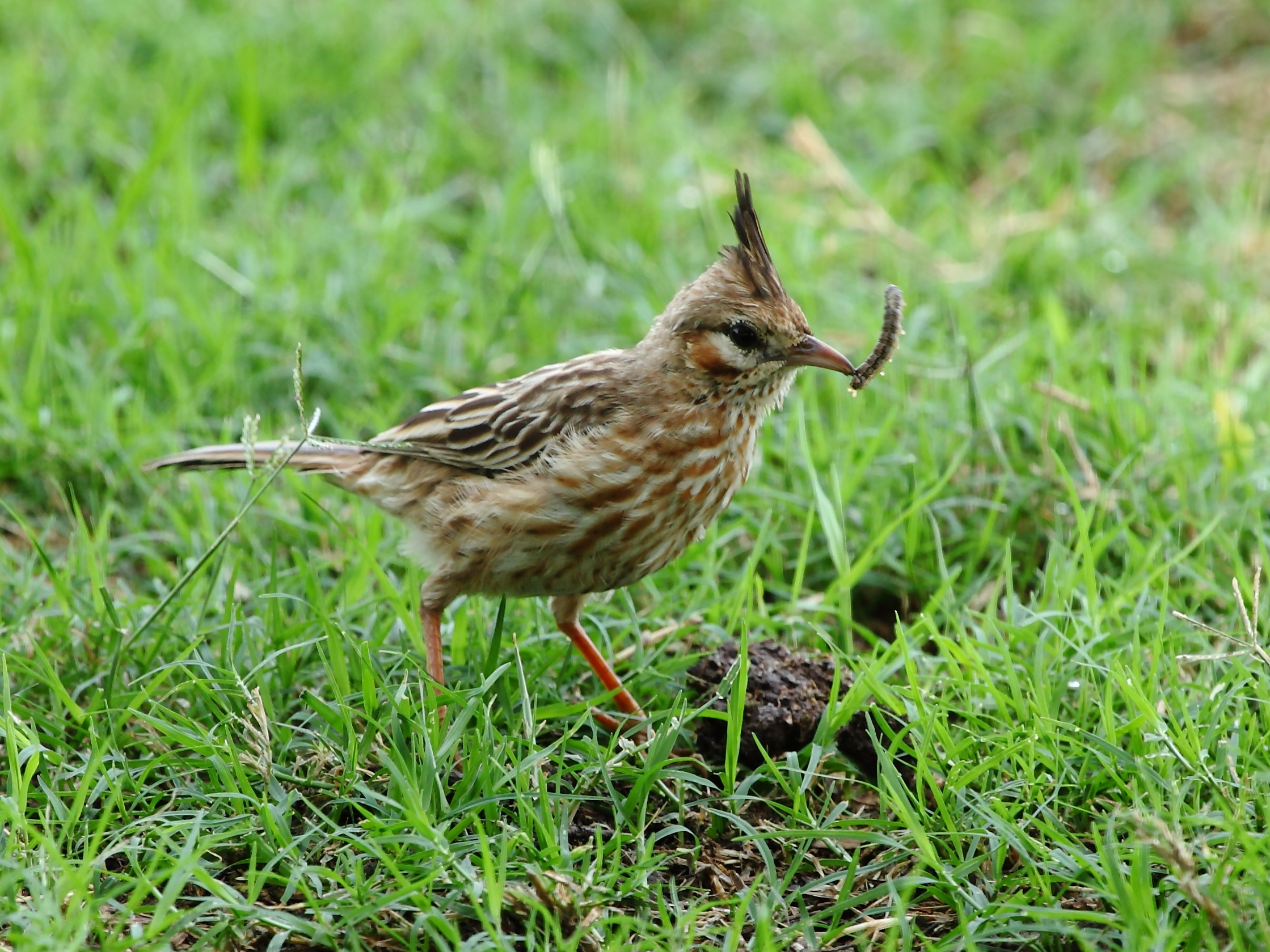
Espinero crestudo (Coryphistera alaudina) capturando una larva.

La dieta principal de los furnáridos consiste de artrópodos y otros invertebrados. Los principales insectos de presa incluyen: Orthoptera (saltamontes y afines), Hymenoptera, Coleoptera (escarabajos) y larvas de Lepidoptera (mariposas y polillas). Algunas especies que viven en ambientes acuáticos se alimentan de invertebrados no-artrópodos, tales como moluscos y gusanos o lombrices. Ocasionalmente también capturan pequeñas ranas, lagartos, cangrejos y también ocasionalmente se alimentan de semillas, frutas y huevos de otras aves.
El perfil y el tamaño del pico de los furnáridos refleja los hábitos alimentares de cada especie. Las múltiples estrategias de busca de alimento incluyen: colgarse hacia abajo para alcanzar atrás de las hojas, hurgar dentro de epífitas, vadear en aguas rasas, hurgar por insectos detrás de la corteza y revolver los amontonados de hojas muertas, entre otros. Utilizan sus pies para sujetar sus presas mientras las devoran, comportamiento poco común entre los paseriformes.

### Depredadores
Aparte de las lechuzas y búhos (familia Strigidae), se conocen pocos depredadores de furnáridos adultos. Los depredadores conocidos de los nidos incluyen: víboras (del suborden Serpentes), pirinchos (Guira guira), el gavilán pollero  (Buteo magnirostris), el águila mora (Geranoaetus melanoleucus) y las zarigüeyas  (familia Didelphidae). La principal defensa contra los depredadores de los nidos es el diseño de los mismos, escondido en cavidades o túneles, o si expuesto, protegido por espinas o cactus.

## Estado de conservación

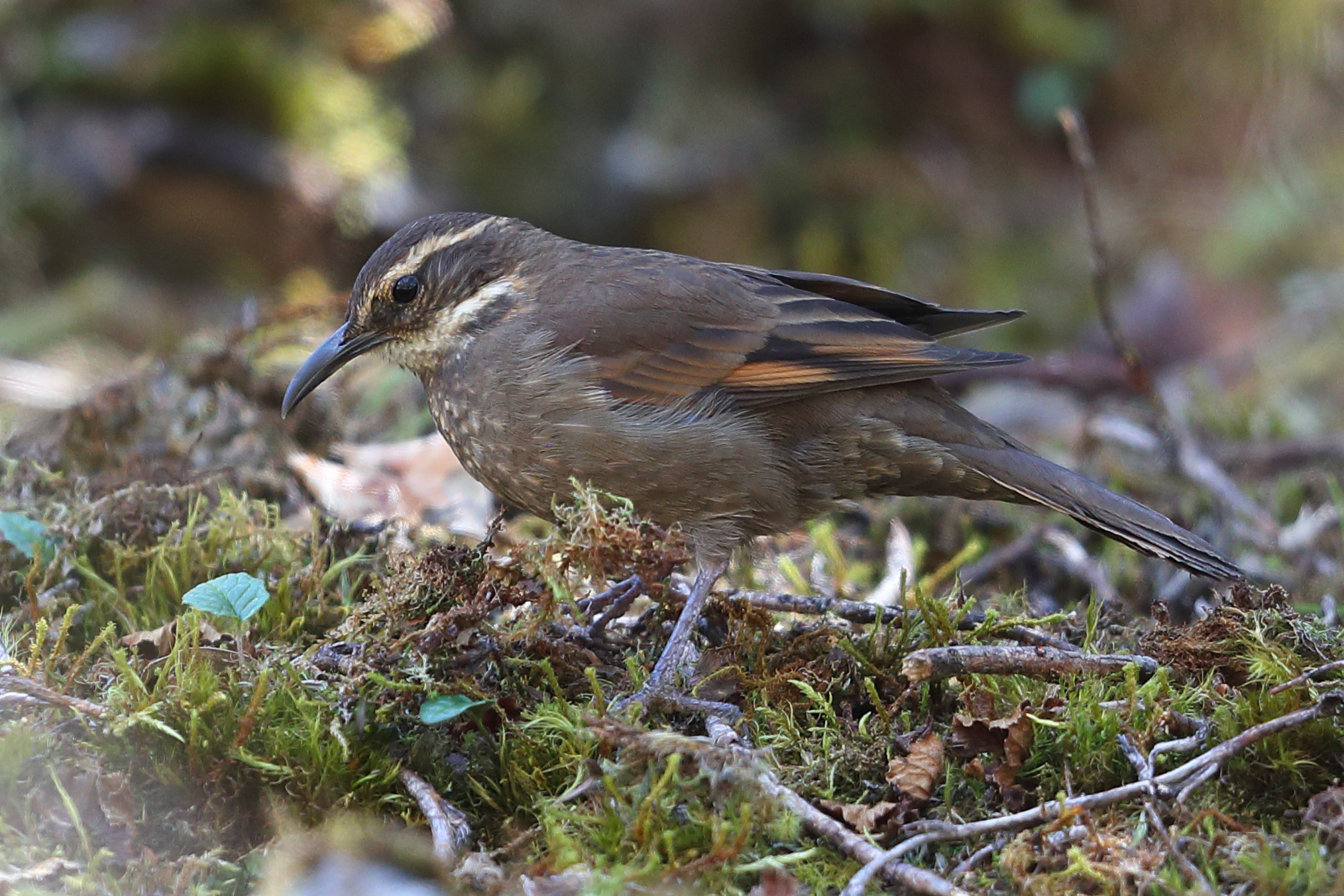
La remolinera real (Cinclodes aricomae), ave críticamente amenazada de extinción.

La destrucción y degradación de su hábitat por el hombre es la principal amenaza a los furnáridos. La deforestación, las quemadas, el pastoreo y el incremento de la agricultura reducen y fragmentan sus hábitats. Muchas especies tienen requisitos de hábitat muy específicos, estas especies son particularmente vulnerables a la destrucción y fragmentación de sus hábitats ya que son incapaces de trasladarse a un nuevo ambiente cuando el suyo es destruido.  
De acuerdo con la Unión Internacional para la Conservación de la Naturaleza (IUCN), la situación de conservación en el mes de noviembre de 2023, de las 332 especies listadas por Birdlife International y Aves del Mundo, es la siguiente:
- EX Extinta: dos especies (0,6 % de los furnáridos), los endemismos del noreste brasileño, ticotico críptico (Cichlocolaptes mazarbarnetti), visto por última vez en 2007;[15] y ticotico de Alagoas (Philydor novaesi), visto por última vez en 2011.[16]
- CR Críticamente amenazada: cinco especies (1,5 % de los furnáridos); los endemismos andinos remolinera real (Cinclodes aricomae) (de Perú y Bolivia), remolinera ventriblanca (Cinclodes palliatus) (de Perú) y pijuí del Marañón (Synallaxis maranonica) (de Ecuador y Perú); el endemismo del archipiélago de Juan Fernández (Chile) rayadito de Más Afuera (Aphrastura masafuerae) y el pijuí de Roraima (Synallaxis kollari) del extremo norte de Brasil y Guyana.
- EN Amenazadas de extinción: seis especies (1,8 % de los furnáridos); incluyendo dos endemismos brasileños, el ticotico de Pernambuco (Automolus lammi) y el pijuí de Pinto (Synallaxis infuscata); un endemismo peruano, el tijeral cejiblanco (Leptasthenura xenothorax); dos endemismos venezolanos, el subepalo gorgiblanco (Premnoplex tatei) y el subepalo de Paria (Premnoplex pariae) y un endemismo de la serranía del Perijá (Colombia-Venezuela), el piscuiz de Perijá (Asthenes perijana).
- VU Vulnerables: 16 especies (4,8 % de los furnáridos).
- NT Casi amenazadas: 27 especies (8,1 % de los furnáridos).
- LC Preocupación menor: 275 especies (82,8 % de los furnáridos).

## Sistemática
Existe una controversia histórica centrada en el rango taxonómico de los trepatroncos (anteriormente Dendrocolaptidae) y los furnáridos propiamente dichos, con algunos autores tratándolos como subfamilias de la misma familia, mientras otros como familias separadas. Nunca fue seriamente cuestionado que los dos grupos son grupos hermanos, como en la Taxonomía de Sibley-Ahlquist. Desde Feduccia (1973) se propone que los trepatroncos se incluyan dentro de Furnariidae. Diversos análisis genético-moleculares posteriores respaldan esta tesis, con los géneros Sclerurus y Geositta basales al resto de los furnáridos y dendrocoláptidos. Al reconocer el estatus de subfamilias para los dos grandes grupos, también se debe reconocer este estatus al tercer grupo formado por Sclerurus más Geositta.
El Comité de Clasificación de Sudamérica (SACC) propuso y aprobó dividir a la familia Furnariidae en tres subfamilias: Sclerurinae, basal a todos los furnáridos, Dendrocolaptinae (los trepatroncos) y Furnariinae; posteriormente se reorganizó la secuencia linear de géneros de acuerdo con los amplios estudios filogenéticos de Derryberry et al. (2011). También se propone dividir a Dendrocolaptinae en dos tribus: Sittasomini y Dendrocolaptini y a Furnariinae en cinco o seis clados o tribus: Xenopini (a quien algunos autores tratan como subfamilia o hasta como familia separada), Berlepschiini, Pygarrhichadini, Furnariini, Philydorini y Synallaxini, como adoptado por Aves del Mundo (HBW).
Otra alternativa, siguiendo los estudios de  Moyle et al. (2009) y Ohlson et al. (2013), con base en diversos estudios filogenéticos anteriores, sería dividir a la familia Furnariidae en tres familias: Scleruridae,  Dendrocolaptidae, y la propia Furnariidae, con lo cual las tribus mencionadas tendrían el estatus de subfamilias.
El Comité Brasileño de Registros Ornitológicos (CBRO) y la clasificación Avibase, adoptan el concepto de división en tres familias; el CBRO también separa a Xenopidae como familia, a partir de la Lista comentada de las aves de Brasil 2015,

### Cladograma propuesto para el infraorden Tyrannides
De acuerdo a los estudios citados, así se ubica la presente familia:
|  | Melanopareiidae |
|  |                 |
|  | Conopophagidae  |
|  |                 |
|  | Thamnophilidae  |
|  |                 |

|  | Grallariidae   |
|  |                |
|  | Rhinocryptidae |
|  |                |
|  | Formicariidae  |
|  |                |
|  | Furnariidae    |
|  |                |

|  | Melanopareiidae |
|  |                 |
|  | Conopophagidae  |
|  |                 |
|  | Thamnophilidae  |
|  |                 |

|  | Grallariidae   |
|  |                |
|  | Rhinocryptidae |
|  |                |
|  | Formicariidae  |
|  |                |
|  | Furnariidae    |
|  |                |

|  | Melanopareiidae |
|  |                 |
|  | Conopophagidae  |
|  |                 |
|  | Thamnophilidae  |
|  |                 |

|  | Grallariidae   |
|  |                |
|  | Rhinocryptidae |
|  |                |
|  | Formicariidae  |
|  |                |
|  | Furnariidae    |
|  |                |

|  | Melanopareiidae |
|  |                 |
|  | Conopophagidae  |
|  |                 |
|  | Thamnophilidae  |
|  |                 |

|  | Grallariidae   |
|  |                |
|  | Rhinocryptidae |
|  |                |
|  | Formicariidae  |
|  |                |
|  | Furnariidae    |
|  |                |

### Cladograma propuesto para la familia Furnariidae
De acuerdo con la Propuesta SACC 504 y con Aves del Mundo:

|  | Sittasomini: Certhiasomus, Sittasomus, Deconychura, Dendrocincla |
|  | |
|  | Dendrocolaptini: Glyphorynchus, Dendrexetastes, Nasica, Dendrocolaptes, Hylexetastes, Xiphocolaptes, Xiphorhynchus, Dendroplex, Campylorhamphus, Drymotoxeres, Drymornis, Lepidocolaptes |
|  | |

|  | Xenopini: Xenops |
|  | |
|  | Berlepschiini: Berlepschia |
|  | |
|  | Pygarrhichadini: Microxenops, Pygarrhichas, Ochetorhynchus |
|  | |
|  | Furnariini: Pseudocolaptes, Premnornis, Tarphonomus, Furnarius, Lochmias, Phleocryptes, Limnornis, Geocerthia, Upucerthia, Cinclodes |
|  | |
|  | Philydorini: Anabazenops, Megaxenops, Cichlocolaptes, Heliobletus, Philydor, Dendroma, Anabacerthia, Syndactyla, Ancistrops, Clibanornis, Thripadectes, Automolus |
|  | |
|  | Synallaxini: Premnoplex, Margarornis, Aphrastura, Sylviorthorhynchus, Leptasthenura, Phacellodomus, Hellmayrea, Anumbius, Coryphistera, Asthenes, Acrobatornis, Metopothrix, Xenerpestes, Siptornis, Roraimia, Thripophaga, Limnoctites, Cranioleuca, Pseudasthenes, Spartonoica, Pseudoseisura, Mazaria, Schoeniophylax, Certhiaxis, Synallaxis |
|  | |

|  | Sittasomini: Certhiasomus, Sittasomus, Deconychura, Dendrocincla |
|  | |
|  | Dendrocolaptini: Glyphorynchus, Dendrexetastes, Nasica, Dendrocolaptes, Hylexetastes, Xiphocolaptes, Xiphorhynchus, Dendroplex, Campylorhamphus, Drymotoxeres, Drymornis, Lepidocolaptes |
|  | |

|  | Xenopini: Xenops |
|  | |
|  | Berlepschiini: Berlepschia |
|  | |
|  | Pygarrhichadini: Microxenops, Pygarrhichas, Ochetorhynchus |
|  | |
|  | Furnariini: Pseudocolaptes, Premnornis, Tarphonomus, Furnarius, Lochmias, Phleocryptes, Limnornis, Geocerthia, Upucerthia, Cinclodes |
|  | |
|  | Philydorini: Anabazenops, Megaxenops, Cichlocolaptes, Heliobletus, Philydor, Dendroma, Anabacerthia, Syndactyla, Ancistrops, Clibanornis, Thripadectes, Automolus |
|  | |
|  | Synallaxini: Premnoplex, Margarornis, Aphrastura, Sylviorthorhynchus, Leptasthenura, Phacellodomus, Hellmayrea, Anumbius, Coryphistera, Asthenes, Acrobatornis, Metopothrix, Xenerpestes, Siptornis, Roraimia, Thripophaga, Limnoctites, Cranioleuca, Pseudasthenes, Spartonoica, Pseudoseisura, Mazaria, Schoeniophylax, Certhiaxis, Synallaxis |
|  | |

## Lista sistemática de géneros y especies
Según las clasificaciones del Congreso Ornitológico Internacional (IOC) y Clements Checklist/eBird, la familia agrupa a los siguientes géneros y especies, con las diferencias taxonómicas entre dichas clasificaciones comentadas en Notas taxonómicas, así como también de las clasificaciones Aves del Mundo (HBW) y Birdlife International (BLI). Los taxones para los cuales no hay completo acuerdo sobre su categoría de especie plena o de subespecie, exhiben el nombre de la nominal entre paréntesis. La secuencia filogénica es la adoptada por el Comité de Clasificación de Sudamérica (SACC) de la Sociedad Americana de Ornitología. Los nombres en español son los adoptados por la Sociedad Española de Ornitología (SEO), o los atribuidos por Aves del Mundo.

### Subfamilia Sclerurinae
| Imagen | Género / Autor           | Especies / Nombres comunes |
| ------ | ------------------------ | --- |
|        | Sclerurus Swainson, 1827 | - Sclerurus mexicanus – tirahojas mexicano; - Sclerurus (mexicanus) pullus – tirahojas ístmico; - Sclerurus obscurior – tirahojas oscuro; - Sclerurus rufigularis – tirahojas piquicorto; - Sclerurus guatemalensis – tirahojas guatemalteco; - Sclerurus albigularis – tirahojas gorgigrís; - Sclerurus caudacutus – tirahojas colinegro; - Sclerurus scansor – tirahojas ogarití; - Sclerurus (scansor) cearensis – tirahojas de Ceará.             |
|        | Geositta Swainson, 1837  | - Geositta poeciloptera – minero brasileño; - Geositta peruviana – minero peruano; - Geositta tenuirostris – minero picudo; - Geositta cunicularia – minero común; - Geositta punensis – minero puneño; - Geositta crassirostris – minero picogrueso; - Geositta rufipennis – minero rojizo; - Geositta maritima – minero gris; - Geositta antarctica – minero austral; - Geositta saxicolina – minero oscuro; - Geositta isabellina – minero grande; |

### Subfamilia Dendrocolaptinae

#### Tribu Sittasomini
| Imagen | Género / Autor                                                                         | Especies / Nombres comunes |
| ------ | -------------------------------------------------------------------------------------- | --- |
|        | Certhiasomus Derryberry, Claramunt, Chesser, Aleixo, Cracraft, Moyle & Brumfield, 2010 | - Certhiasomus stictolaemus – trepatroncos gorgipunteado. |
|        | Sittasomus Swainson, 1827                                                              | - Sittasomus griseicapillus – trepatroncos oliváceo; - Sittasomus (griseicapillus) griseus – trepatroncos oliváceo occidental. |
|        | Deconychura Cherrie, 1891                                                              | - Deconychura longicauda – trepatroncos colilargo; - Deconychura typica – trepatroncos colilargo pequeño; - Deconychura pallida – trepatroncos colilargo sureño. |
|        | Dendrocincla G.R. Gray, 1840                                                           | - Dendrocincla tyrannina – trepatroncos tiranino; - Dendrocincla merula – trepatroncos barbiblanco; - Dendrocincla homochroa – trepatroncos rojizo; - Dendrocincla anabatina – trepatroncos sepia; - Dendrocincla fuliginosa – trepatroncos fuliginoso; - Dendrocincla turdina – trepatroncos turdino; - Dendrocincla (turdina) taunayi – trepatroncos de Pernambuco. |

#### Tribu Dendrocolaptini
| Imagen | Género / Autor                                                        | Especies / Nombres comunes |
| ------ | --------------------------------------------------------------------- | --- |
|        | Glyphorynchus Wied-Neuwied, 1831                                      | - Glyphorynchus spirurus – trepatroncos picocuña. |
|        | Dendrexetastes Eyton, 1851                                            | - Dendrexetastes rufigula – trepatroncos gorgicanelo. |
|        | Nasica Lesson, 1830                                                   | - Nasica longirostris – trepatroncos piquilargo. |
|        | Dendrocolaptes Hermann, 1804                                          | - Dendrocolaptes sanctithomae – trepatroncos barrado norteño; - Dendrocolaptes (sanctithomae) punctipectus – trepatroncos barrado oriental; - Dendrocolaptes certhia – trepatroncos barrado amazónico; - Dendrocolaptes picumnus – trepatroncos variable; - Dendrocolaptes hoffmannsi – trepatroncos de Hoffmann; - Dendrocolaptes platyrostris – trepatroncos oscuro. |
|        | Hylexetastes P.L. Sclater, 1889                                       | - Hylexetastes stresemanni – trepatroncos de Stresemann; - Hylexetastes perrotii – trepatroncos piquirrojo; - Hylexetastes uniformis – trepatroncos uniforme; |
|        | Xiphocolaptes Lesson, 1840                                            | - Xiphocolaptes promeropirhynchus – trepatroncos picofuerte; - Xiphocolaptes (promeropirhynchus) carajaensis – trepatroncos de Carajás; - Xiphocolaptes falcirostris – trepatroncos bigotudo; - Xiphocolaptes albicollis – trepatroncos gorgiblanco; - Xiphocolaptes major – trepatroncos colorado. |
|        | Xiphorhynchus Swainson, 1827                                          | - Xiphorhynchus obsoletus – trepatroncos loco; - Xiphorhynchus fuscus – trepatroncos enano; - Xiphorhynchus atlanticus – trepatroncos atlántico; - Xiphorhynchus pardalotus – trepatroncos silbador; - Xiphorhynchus ocellatus – trepatroncos ocelado; - Xiphorhynchus (ocellatus) chunchotambo – trepatroncos de Tschudi; - Xiphorhynchus (ocellatus) beauperthuysii – trepatroncos ocelado septentrional; - Xiphorhynchus elegans – trepatroncos elegante; - Xiphorhynchus spixii – trepatroncos de Spix; - Xiphorhynchus susurrans – trepatroncos cacao; - Xiphorhynchus guttatus – trepatroncos pegón; - Xiphorhynchus (guttatus) guttatoides – trepatroncos de Lafresnaye; - Xiphorhynchus flavigaster – trepatroncos picomarfil; - Xiphorhynchus lachrymosus – trepatroncos pinto; - Xiphorhynchus erythropygius – trepatroncos manchado; - Xiphorhynchus (erythropygius) aequatorialis – trepatroncos manchado sureño; - Xiphorhynchus triangularis – trepatroncos dorsioliva. |
|        | Dendroplex Swainson, 1827                                             | - Dendroplex picus – trepatroncos piquirrecto; - Dendroplex kienerii – trepatroncos de Zimmer. |
|        | Campylorhamphus W. Bertoni, 1901                                      | - Campylorhamphus trochilirostris – picoguadaña piquirrojo; - Campylorhamphus falcularius – picoguadaña piquinegro; - Campylorhamphus procurvoides – picoguadaña amazónico; - Campylorhamphus probatus – picoguadaña del Tapajós; - Campylorhamphus multostriatus – picoguadaña del Xingu; - Campylorhamphus pusillus – picoguadaña andino. |
|        | Drymotoxeres Claramunt, Derryberry, Chesser, Aleixo & Brumfield, 2010 | - Drymotoxeres pucheranii – picoguadaña grande. |
|        | Drymornis Eyton, 1849                                                 | - Drymornis bridgesii – trepatroncos chinchero. |
|        | Lepidocolaptes Lichtenstein, 1822                                     | - Lepidocolaptes souleyetii – trepatroncos cabecirrayado; - Lepidocolaptes angustirostris – trepatroncos chico; - Lepidocolaptes leucogaster – trepatroncos escarchado; - Lepidocolaptes affinis – trepatroncos coronipunteado; - Lepidocolaptes (affinis) neglectus – trepatroncos coronipunteado sureño; - Lepidocolaptes lacrymiger – trepatroncos montano; - Lepidocolaptes squamatus – trepatroncos escamado; - Lepidocolaptes falcinellus – trepatroncos festoneado; - Lepidocolaptes duidae – trepatroncos del Duida; - Lepidocolaptes albolineatus – trepatroncos listado; - Lepidocolaptes fatimalimae – trepatroncos del Inambari; - Lepidocolaptes fuscicapillus – trepatroncos cabecipardo. |

### Subfamilia Furnariinae

#### Tribu Xenopini
| Imagen | Género / Autor       | Especies / Nombres comunes |
| ------ | -------------------- | --- |
|        | Xenops Illiger, 1811 | - Xenops tenuirostris – picolezna picofino; - Xenops minutus – picolezna menudo; - Xenops (minutus) genibarbis – picolezna liso. - Xenops rutilans – picolezna rojizo; |

#### Tribu Berlepschiini
| Imagen | Género / Autor            | Especies / Nombres comunes      |
| ------ | ------------------------- | ------------------------------- |
|        | Berlepschia Ridgway, 1887 | - Berlepschia rikeri – palmero. |

#### Tribu Pygarrhichadini
| Imagen | Género / Autor                | Especies / Nombres comunes |
| ------ | ----------------------------- | --- |
|        | Microxenops Chapman, 1914     | - Microxenops milleri – picolezna colirrufo. |
|        | Pygarrhichas Burmeister, 1837 | - Pygarrhichas albogularis – picolezna comesebo. |
|        | Ochetorhynchus Meyen, 1834    | - Ochetorhynchus andaecola – bandurrita roquera; - Ochetorhynchus ruficaudus – bandurrita piquirreta; - Ochetorhynchus phoenicurus – bandurrita patagona; - Ochetorhynchus melanurus – chiricoca. |

#### Tribu Furnariini
| Imagen | Género / Autor                             | Especies / Nombres comunes |
| ------ | ------------------------------------------ | --- |
|        | Pseudocolaptes Reichenbach, 1853           | - Pseudocolaptes lawrencii – trepamusgos barbablanca panameño; - Pseudocolaptes johnsoni – trepamusgos barbablanca del Pacífico; - Pseudocolaptes boissonneautii – trepamusgos barbablanca andino. |
|        | Premnornis Ridgway, 1909                   | - Premnornis guttuliger – subepalo alirrojizo. |
|        | Tarphonomus Chesser & Brumfield, 2007      | - Tarphonomus harterti – bandurrita boliviana; - Tarphonomus certhioides – bandurrita chaqueña. |
|        | Furnarius Vieillot, 1816                   | - Furnarius figulus – hornero colibandeado; - Furnarius leucopus – hornero paticlaro; - Furnarius longirostris – hornero del Caribe; - Furnarius cinnamomeus – hornero del Pacífico; - Furnarius torridus – hornero castaño; - Furnarius minor – hornero chico; - Furnarius rufus – hornero común; - Furnarius cristatus – hornero copetón. |
|        | Lochmias Swainson, 1827                    | - Lochmias nematura – riachuelero. |
|        | Phleocryptes Cabanis & Heine, 1859         | - Phleocryptes melanops – junquero. |
|        | Limnornis Gould, 1839                      | - Limnornis curvirostris – pajonalera piquicurva. |
|        | Geocerthia Chesser & Claramunt, 2009       | - Geocerthia serrana – bandurrita estriada. |
|        | Upucerthia I. Geoffroy Saint-Hilaire, 1832 | - Upucerthia saturatior – bandurrita saturada; - Upucerthia dumetaria – bandurrita común; - Upucerthia albigula – bandurrita de Arica; - Upucerthia validirostris – bandurrita ocrácea. |
|        | Cinclodes G.R. Gray, 1840                  | - Cinclodes pabsti – remolinera colilarga; - Cinclodes (pabsti) espinhacensis – remolinera del Cipó; - Cinclodes fuscus – remolinera común; - Cinclodes antarcticus – remolinera negruzca; - Cinclodes (antarcticus) maculirostris – remolinera negra; - Cinclodes comechingonus – remolinera de Córdoba; - Cinclodes albidiventris – remolinera común septentrional; - Cinclodes olrogi – remolinera de Olrog; - Cinclodes albiventris – remolinera común meridional; - Cinclodes oustaleti – remolinera chica; - Cinclodes excelsior – remolinera ecuatoriana; - Cinclodes aricomae – remolinera real; - Cinclodes palliatus – remolinera ventriblanca; - Cinclodes atacamensis – remolinera castaña; - Cinclodes patagonicus – remolinera araucana; - Cinclodes taczanowskii – remolinera costera peruana; - Cinclodes nigrofumosus – remolinera costera chilena. |

#### Tribu Philydorini
| Imagen | Género / Autor                                         | Especies / Nombres comunes |
| ------ | ------------------------------------------------------ | --- |
|        | Anabazenops Lafresnaye, 1841                           | - Anabazenops dorsalis – ticotico carioscuro; - Anabazenops fuscus – ticotico acollarado. |
|        | Neophilydor Sangster, Harvey, Gaudin & Claramunt, 2023 | - Neophilydor fuscipenne – ticotico aligrís; - Neophilydor erythrocercum – ticotico lomirrufo. |
|        | Megaxenops Reiser, 1905                                | - Megaxenops parnaguae – picolezna grande. |
|        | Cichlocolaptes Reichenbach, 1853                       | - Cichlocolaptes leucophrus – ticotico cejipálido (grande); - Cichlocolaptes (leucophrus) holti – ticotico cejipálido chico; - Cichlocolaptes mazarbarnetti – ticotico críptico. |
|        | Heliobletus Reichenbach, 1853                          | - Heliobletus contaminatus – ticotico estriado. |
|        | Philydor Spix, 1824                                    | - Philydor novaesi – ticotico de Alagoas; - Philydor atricapillus – ticotico cabecinegro; - Philydor pyrrhodes – ticotico lomicanelo. |
|        | Anabacerthia Lafresnaye, 1841                          | - Anabacerthia variegaticeps – ticotico de anteojos; - Anabacerthia striaticollis – ticotico montano; - Anabacerthia ruficaudata – ticotico colirrufo; - Anabacerthia amaurotis – ticotico cejiblanco; - Anabacerthia lichtensteini – ticotico ocráceo chico. |
|        | Syndactyla Reichenbach, 1853                           | - Syndactyla rufosuperciliata – ticotico cejudo; - Syndactyla dimidiata – ticotico del Planalto; - Syndactyla roraimae – ticotico gorgiblanco; - Syndactyla subalaris – ticotico rayado; - Syndactyla ruficollis – ticotico cuellirrufo; - Syndactyla guttulata – ticotico goteado; - Syndactyla ucayalae – ticotico picolezna peruano; - Syndactyla striata – ticotico picllezna boliviano. |
|        | Ancistrops P.L. Sclater, 1862                          | - Ancistrops strigilatus – ticotico picogancho; |
|        | Dendroma Swainson, 1836                                | - Dendroma erythroptera – ticotico alicastaño; - Dendroma rufa – ticotico ocráceo grande. |
|        | Clibanornis P.L. Sclater & Salvin, 1873                | - Clibanornis rectirostris – ticotico cabecirrufo oriental; - Clibanornis dendrocolaptoides – espinero tacuatí; - Clibanornis erythrocephalus – ticotico cabecirrufo occidental; - Clibanornis rubiginosus – ticotico castaño; - Clibanornis rufipectus – ticotico de Santa Marta. |
|        | Thripadectes P.L. Sclater, 1862                        | - Thripadectes ignobilis – trepamusgos uniforme; - Thripadectes flammulatus – trepamusgos flamulado; - Thripadectes scrutator – trepamusgos peruano; - Thripadectes holostictus – trepamusgos listado; - Thripadectes virgaticeps – trepamusgos cabecirrayado; - Thripadectes rufobrunneus – trepamusgos pechirrayado; - Thripadectes melanorhynchus – trepamusgos piquinegro. |
|        | Automolus Reichenbach, 1853                            | - Automolus rufipileatus – ticotico coronicastaño; - Automolus melanopezus – ticotico pardo; - Automolus ochrolaemus – ticotico gorgiclaro; - Automolus cervinigularis – ticotico gorgiclaro norteño; - Automolus exsertus – ticotico de Chiriquí; - Automolus subulatus – ticotico listado; - Automolus virgatus – ticotico listado occidental; - Automolus infuscatus – ticotico oliváceo; - Automolus paraensis – ticotico de Pará; - Automolus lammi – ticotico de Pernambuco; - Automolus leucophthalmus – ticotico ojiblanco; |

#### Tribu Synallaxini
| Imagen | Género / Autor                                                                         | Especies / Nombres comunes |
| ------ | -------------------------------------------------------------------------------------- | --- |
|        | Premnoplex Cherrie, 1891                                                               | - Premnoplex brunnescens – subepalo moteado; - Premnoplex tatei – subepalo gogiblanco; - Premnoplex (tatei) pariae – subepalo de Paria. |
|        | Margarornis Reichenbach, 1853                                                          | - Margarornis bellulus – subepalo bonito; - Margarornis rubiginosus – subepalo rojizo; - Margarornis stellatus – subepalo estrellado; - Margarornis squamiger – subepalo perlado. |
|        | Aphrastura Oberholser, 1899                                                            | - Aphrastura spinicauda – rayadito común; - Aphrastura (spinicauda) subantarctica – rayadito subantártico; - Aphrastura masafuerae – rayadito de Más Afuera; |
|        | Sylviorthorhynchus Gay, 1845                                                           | - Sylviorthorhynchus desmursii – tijeral colilargo; - Sylviorthorhynchus yanacensis – tijeral de Yánac. |
|        | Leptasthenura Reichenbach, 1853                                                        | - Leptasthenura fuliginiceps – tijeral canelo; - Leptasthenura platensis – tijeral copetón; - Leptasthenura aegithaloides – tijeral colinegro; - Leptasthenura (aegithaloides) berlepschi – tijeral colinegro serrano; - Leptasthenura (aegithaloides) pallida – tijeral colinegro sureño; - Leptasthenura striolata – tijeral brasileño; - Leptasthenura pileata – tijeral coronado; - Leptasthenura xenothorax – tijeral cejiblanco; - Leptasthenura striata – tijeral listado; - Leptasthenura andicola – tijeral andino; - Leptasthenura setaria – tijeral de las araucarias. |
|        | Phacellodomus Reichenbach, 1853                                                        | - Phacellodomus rufifrons – espinero común; - Phacellodomus inornatus – espinero liso; - Phacellodomus sibilatrix – espinero chico; - Phacellodomus striaticeps – espinero andino; - Phacellodomus striaticollis – espinero pechirrayado; - Phacellodomus maculipectus – espinero pechimoteado; - Phacellodomus dorsalis – espinero dorsicastaño; - Phacellodomus ruber – espinero grande; - Phacellodomus erythrophthalmus – espinero ojirrojo; - Phacellodomus ferrugineigula – espinero pechicanelo. |
|        | Hellmayrea Stolzmann, 1926                                                             | - Hellmayrea gularis – pijuí paramero. |
|        | Anumbius d'Orbigny & Lafresnaye, 1838                                                  | - Anumbius annumbi – leñatero. |
|        | Coryphistera Burmeister, 1860                                                          | - Coryphistera alaudina – espinero crestudo. |
|        | Asthenes Reichenbach, 1853                                                             | - Asthenes dorbignyi – canastero rojizo; - Asthenes (dorbignyi) arequipae – canastero de Arequipa; - Asthenes (dorbignyi) huancavelicae – canastero de Huancavelica; - Asthenes (dorbignyi) usheri – canastero coliblanco; - Asthenes berlepschi – canastero de Berlepsch; - Asthenes baeri – canastero chaqueño; - Asthenes luizae – canastero de Cipó; - Asthenes hudsoni – canastero pampeano; - Asthenes anthoides – canastero austral; - Asthenes urubambensis – canastero del Urubamba; - Asthenes flammulata – canastero flamulado; - Asthenes virgata – canastero de Junín; - Asthenes maculicauda – canastero estriado; - Asthenes wyatti – canastero de Wyatt; - Asthenes humilis – canastero gorgiestriado; - Asthenes modesta – canastero pálido; - Asthenes moreirae – piscuiz de Itatiaia; - Asthenes pyrrholeuca – canastero coludo; - Asthenes harterti – piscuiz gorginegro; - Asthenes helleri – piscuiz de la Puna; - Asthenes ayacuchensis – piscuiz de Ayacucho; - Asthenes vilcabambae – piscuiz de Vilcabamba; - Asthenes pudibunda – canastero peruano; - Asthenes ottonis – canastero frentirrufo; - Asthenes heterura – canastero de Iquico; - Asthenes palpebralis – piscuiz de anteojos; - Asthenes coryi – piscuiz de Cory; - Asthenes perijana – piscuiz de Perijá; - Asthenes fuliginosa – piscuiz barbiblanco; - Asthenes griseomurina – piscuiz ratón; |
|        | Acrobatornis Pacheco, Whitney & Gonzaga, 1996                                          | - Acrobatornis fonsecai – graveteiro. |
|        | Metopothrix P.L. Sclater & Salvin, 1866                                                | - Metopothrix aurantiaca – coronafelpa. |
|        | Xenerpestes Berlepsch, 1886                                                            | - Xenerpestes minlosi – colagrís norteño; - Xenerpestes singularis – colagrís sureño. |
|        | Siptornis Reichenbach, 1853                                                            | - Siptornis striaticollis – curutié frontino. |
|        | Roraimia Chapman, 1929                                                                 | - Roraimia adusta – subepalo del Roraima. |
|        | Thripophaga Cabanis, 1847                                                              | - Thripophaga macroura – colasuave estriado; - Thripophaga cherriei – colasuave del Orinoco; - Thripophaga amacurensis – colasuave del Amacuro; - Thripophaga fusciceps – colasuave sencillo; - Thripophaga gutturata – curutié jaspeado. |
|        | Limnoctites Hellmayr, 1825                                                             | - Limnoctites rectirostris – pajonalera piquirreta; - Limnoctites sulphuriferus – curutié ocráceo. |
|        | Cranioleuca Reichenbach, 1853                                                          | - Cranioleuca berlepschi – colasuave dorsirrufo; - Cranioleuca marcapatae – curutié de Marcapata; - Cranioleuca (marcapatae) weskei – curutié de Vicabamba; - Cranioleuca albiceps – curutié coronado; - Cranioleuca vulpina – curutié vulpino; - Cranioleuca dissita – curutié de la Coiba; - Cranioleuca vulpecula – curutié de Parker; - Cranioleuca subcristata – curutié copetón; - Cranioleuca pyrrhophia – curutié ventriblanco; - Cranioleuca henricae – curutié boliviano; - Cranioleuca obsoleta – curutié oliváceo; - Cranioleuca pallida – curutié pálido; - Cranioleuca semicinerea – curutié cabecigrís; - Cranioleuca albicapilla – curutié crestado; - Cranioleuca erythrops – curutié cabecirrojo; - Cranioleuca demissa – curutié de tepuí; - Cranioleuca hellmayri – curutié de Santa Marta; - Cranioleuca curtata – curutié cejigrís; - Cranioleuca antisiensis – curutié cariestriado; - Cranioleuca (antisiensis) baroni – curutié de Baron; - Cranioleuca muelleri – curutié escamoso. |
|        | Pseudasthenes Derryberry, Claramunt, O'Quin, Aleixo, Chesser, Remsen & Brumfield, 2010 | - Pseudasthenes humicola – canastero colinegro; - Pseudasthenes patagonica – canastero patagón; - Pseudasthenes steinbachi – canastero castaño; - Pseudasthenes cactorum – canastero de los cactos. |
|        | Spartonoica J.L. Peters, 1950                                                          | - Spartonoica maluroides – canastero enano. |
|        | Pseudoseisura Reichenbach, 1853                                                        | - Pseudoseisura cristata – cacholote de la caatinga; - Pseudoseisura unirufa – cacholote crestigrís; - Pseudoseisura lophotes – cacholote castaño; - Pseudoseisura gutturalis – cacholote pardo. |
|        | Certhiaxis Lesson, 1844                                                                | - Certhiaxis cinnamomeus – curutié colorado; - Certhiaxis mustelinus – curutié rojiblanco. |
|        | Mazaria Claramunt, 2014                                                                | - Mazaria propinqua – pijuí ventriblanco. |
|        | Schoeniophylax Ridgway, 1909                                                           | - Schoeniophylax phryganophilus – pijuí chotoy. |
|        | Synallaxis Vieillot, 1818                                                              | - Synallaxis scutata – pijuí canela; - Synallaxis cinerascens – pijuí ceniciento; - Synallaxis gujanensis – pijuí coronipardo; - Synallaxis albilora – pijuí ocráceo; - Synallaxis simoni – pijuí del Araguaia; - Synallaxis maranonica – pijuí del Marañón; - Synallaxis hypochondriaca – curutié grande; - Synallaxis stictothorax – pijuí collarejo; - Synallaxis chinchipensis – pijuí de Chichipe; - Synallaxis zimmeri – pijuí de Ancash; - Synallaxis brachyura – pijuí pizarroso; - Synallaxis subpudica – pijuí de Cundinamarca; - Synallaxis hellmayri – pijuí de Hellmayr; - Synallaxis ruficapilla – pijuí coronirrojo; - Synallaxis cinerea – pijuí de Bahía; - Synallaxis infuscata – pijuí de Pinto; - Synallaxis moesta – pijuí oscuro; - Synallaxis macconnelli – pijuí de McConnell; - Synallaxis cabanisi – pijuí de Cabanis; - Synallaxis hypospodia – pijuí cenizo; - Synallaxis spixi – pijuí plomizo; - Synallaxis albigularis – pijuí pechioscuro; - Synallaxis beverlyae – pijuí del Orinoco; - Synallaxis albescens – pijuí pechiblanco; - Synallaxis frontalis – pijuí frentigrís; - Synallaxis azarae – pijuí de Azara; - Synallaxis courseni – pijuí de Apurímac; - Synallaxis kollari – pijuí de Roraima; - Synallaxis erythrothorax – pijuí centroamericano; - Synallaxis candei – pijuí barbiblanco; - Synallaxis tithys – pijuí cabecinegro; - Synallaxis fuscorufa – pijuí de Santa Marta; - Synallaxis unirufa – pijuí rufo; - Synallaxis castanea – pijuí gorginegro; - Synallaxis cinnamomea – pijuí pechiestriado; - Synallaxis rutilans – pijuí rojizo; - Synallaxis cherriei – pijuí gorgicastaño. |

### Especies fósiles
Se han descrito cinco especies fósiles:
- †Cinclodes major Toni 1977, del Pleistoceno de [[Argentina[[.[139]
- †Pseudoseisura cursor Noriega 1991, del Pleistoceno de Argentina.[140]
- †Pseudoseisuropsis nehuen Noriega 1991, del Pleistoceno temprano de Argentina.[141]
- †Pseudoseisuropsis cuelloi Claramunt & Rinderknecht 2005, del Pleistoceno tardío de Uruguay.[142]
- †Pseudoseisuropsis wintu Stefanini et al. 2016, del Pleistoceno temprano de Argentina.[143]